# Carrion
Carrion è un personaggio dei fumetti Marvel Comics, del quale esistono tre versioni:
- Clone di Miles Warren, è apparso la prima volta col nome di Carrion I in Peter Parker, the Spectacular Spider-Man n. 25 (dicembre 1978).[1]
- Carrion II, il cui vero nome è Malcolm McBride, appare in The Spectacular Spider-Man (seconda serie) n. 149 (aprile 1989).[2]
- Carrion III, il cui vero nome è William Allen, appare in Spider-Man: Dead Man's Hand n. 1 (aprile 1997).[3]

## Biografia dei personaggi

### Miles Warren (clone)
L'originale Carrion risulta essere un clone degenerato del Prof. Warren, è un temibile nemico per l'Uomo Ragno, in quanto a conoscenza della sua identità civile. Catturato Peter, tenta di ucciderlo grazie ad una mostruosa ragno-ameba che però gli si rivolta contro condannandolo a morte.

### Malcolm McBride
Alcuni anni dopo l'Uomo Ragno scopre, grazie all'Alto Evoluzionario, che Warren non era realmente in grado di produrre cloni, ma che aveva realizzato un virus genetico che poteva trasformare un essere umano in una copia genetica di Carrion. Ritornato nel laboratorio di Warren, Peter viene seguito da uno studente che si infetta e diventa il nuovo Carrion.
Tuttavia la personalità del ragazzo, Malcolm McBride ha il sopravvento e Carrion sembra morire per salvare la propria madre. Carrion ritorna durante lo scompiglio della saga Maximum Carnage, durante la quale viene curato dalla luce di Dagger. La maledizione di Carrion continua a colpire Malcolm che viene ritrasformato nel mostro, prima a causa di Shriek, che aveva creato con lui uno strano rapporto madre-figlio e poi ad opera di Judas Traveller. Ogni volta Malcolm sembra guarire, ma sarà per sempre?

### William Allen
Dopo la morte del rinato Sciacallo, un agente dello S.H.I.E.L.D., il Dr. William Allen, studiandone il corpo, rimane infettato da una nuova forma del virus "Carrion" divenendone la terza incarnazione. Nel tentativo di distruggere l'umanità grazie ad una variante della polvere "morte rossa", che donava il controllo sulle menti, Carrion viene sconfitto dall'Uomo Ragno e imprigionato dallo S.H.I.E.L.D., mentre l'Alto Evoluzionario cancella ogni prova del lavoro di Warren.